# 臨安開廣道
臨安開廣道，清朝到民国初期设置的分巡道，属于云南省。
云南省临安府蒙自县和开化府、广南府和越南阮朝接界，光绪年间法国人在蒙自县设立领事开办通商。光绪十三年（1887年）七月，设置道员弹压稽查。驻蒙自县（治今云南省蒙自市）。管辖开化府（治今云南省文山市开化镇）、临安府（治今云南省建水县临安镇）、广南府（治今云南省广南县莲城镇），兼管关税事务。民国改为蒙自道。